# Wital Trubila
Wital Trubila  (belarussisch Віталь Трубіла, tschechische Transkription Vitali Trubila; * 7. Januar 1985 in Brest) ist ein ehemaliger belarussischer Fußballspieler.
Vom belarussischen Dinamo Minsk kommend, steht Trubila seit 2006 für zahlreiche tschechische Vereine auf dem Platz. In der Saison 2010/11 spielte er in der Hinrunde für Bohemians 1905 Prag in der ersten tschechischen Liga als Leihgabe von Slavia Prag. Er war dort Stammspieler und wurde im linken defensiven Mittelfeld eingesetzt. Seit dem Rückrundenstart war er wieder für Slavia Prag aktiv und bestritt dort alle Spiele bis Saisonende. Im Sommer 2012 ist Trubila zum belarussischen Spitzen-Club Dinamo Minsk gewechselt, 2014 zu FK Homel.
Am 3. Juni 2011 debütierte er beim 1:1 im EM-Qualifikationsspiel gegen Frankreich in der Nationalmannschaft von Belarus. Er spielte über die gesamten 90 Minuten und lieferte durch seine Flanke die Vorlage für die zwischenzeitliche 1:0-Führung.